# 青木慶則
青木 慶則（あおき よしのり、1975年10月16日 - ）は、日本のシンガーソングライター。1997年から2017年までHARCO（ハルコ）名義で活動を行っていた。CMソングの作曲や歌唱、ナレーションなども行っている。妻はQuinka,with a Yawn名義で活動している青木美智子。

## 経歴
17歳当時の1993年、4人組バンド「BLUE BOY」のドラマーとしてメジャーデビュー。BLUE BOY解散前年の1997年からHARCOの名義で歌いはじめる。
1997年から2006年までアパレルデザイナーの倉田直幸と「HARCO&METRO」として、Tシャツやグッズ制作、音楽も絡めた展覧会を各地で開催。2000年にアメリカ・ミネアポリス在住のPamela Valfer（Kitty Craft）、Chris Heidman（Sukpatch）と組んだ「OCTOCUBE」など、短期的な音楽ユニットも多く結成する。
映画『らくごえいが』『京太の放課後』などの音楽、劇団「ヨーロッパ企画」の音楽、NHK Eテレ『味楽る!ミミカ』のエンディングテーマ「みんな、君だけを待ってる」、『ニャンちゅうワールド放送局』内アニメ『ネイバーズ』のテーマ、『Eテレ 0655 きょうの選択』、NHK『みんなのうた』歌唱「ウェイクアップ！パパ！」、テレビ東京系『しまじろうのわお!』など、様々なプロジェクトに関わっている。CMやドキュメンタリーなどのナレーションも数多く担当。2005年のスズキ・アルトのCMソングはCM着うたサイトでのダウンロード・チャート1位を記録するなど反響が大きく、「世界でいちばん頑張ってる君に」として音源化された。
2017年6月21日、デビュー20周年を記念した12thアルバム『あらたな方角へ』をリリース。HARCO名義での活動を終了し、2018年からは本名の「青木慶則（あおきよしのり）」名義に変え、しばらくはHARCO名義の楽曲をライブで歌わないと宣言。12月24日に吉祥寺 STAR PINE'S CAFEでHARCO名義でのラストライブ『HARCO BAND presents -CHRISTMAS STARSHIP 2017-』を開催。
レーベル「Symphony Blue Label」を設立し、2018年12月12日にピアノ弾き語りアルバム『青木慶則』をリリース。
2023年7月8日、東京・RHAPSODYで開催された『Yoshinori Aoki presents "Soft Package" vol.2』をもってシンガーソングライターとしての活動を休止。

## 人物
曲制作やレコーディングは、おもに自宅スタジオで行っている。ギターや鍵盤楽器のほか、ドラム、マリンバなども演奏するマルチプレイヤー。ライブでは生活感のあるものをその場でサンプリングして曲に仕立て上げることもある。多数のスピーカーを駆使したサウンドインスタレーションも頻繁に行っており、2017年に開催されたアーカイブ展覧会「HARCO展 - 巻き戻す時間・ハルコの20年 -」でも披露された。
2004年にQuinka,with a Yawnこと青木美智子と結婚し、2006年に夫婦ユニット「HARQUA」を結成。2014年10月21日に長男が誕生。

## ディスコグラフィ

### オリジナル・アルバム
|              | タイトル               | 名義     | リリース日     | 規格     | 規格品番   |
| ------------ | ---------------------- | -------- | -------------- | -------- | ---------- |
| 1st          | POOL                   | HARCO    | 1997年7月10日  | CD       | BRCD-1703  |
| 2nd          | 大気圏シャワー         | HARCO    | 2000年4月19日  | CD       | V2CH-6002  |
| 3rd          | シンクロの世界         | HARCO    | 2000年11月1日  | CD       | V2CH-6007  |
| 4th          | HARCO                  | HARCO    | 2002年4月10日  | CD       | IOCD-11006 |
| 5th          | Ethology               | HARCO    | 2004年5月10日  | CD       | COAR-0030  |
| 6th          | Night Hike             | HARCO    | 2005年4月18日  | CD       | COAR-0036  |
| 7th          | Wish List              | HARCO    | 2006年2月20日  | CD       | COAR-0043  |
| 8th          | KI・CO・E・RU?         | HARCO    | 2007年12月5日  | CD       | MTCA-3011  |
| 9th          | tobiuo piano           | HARCO    | 2009年6月10日  | CD       | MTCA-1010  |
| 10th         | Lamp&Stool             | HARCO    | 2010年8月25日  | CD       | MTCA-3017  |
| 11th         | ゴマサバと夕顔と空心菜 | HARCO    | 2015年4月22日  | CD       | UVCA-3025  |
| 12th         | あらたな方角へ         | HARCO    | 2017年6月21日  | CD       | UVCA-5005  |
| リイシュー盤 | E/NH/WL 2004-2006      | HARCO    | 2017年9月9日   | CD       | HRLT-0010  |
| 13th         | 青木慶則               | 青木慶則 | 2018年12月12日 | CD・配信 | SYBL-0001  |
| 14th         | 冬の大六角形           | 青木慶則 | 2019年12月14日 | CD・配信 | SYBL-0003  |
| 15th         | Flying Hospital        | 青木慶則 | 2020年12月25日 | CD・配信 | SYBL-0005  |

### シングル
|     | タイトル                            | 名義     | リリース日     | 規格         | 規格品番            |
| --- | ----------------------------------- | -------- | -------------- | ------------ | ------------------- |
| 1st | 江ノ島ラプソディ                    | HARCO    | 1999年3月24日  | 12cmCD       | NATURAL-215(8715-P) |
| 2nd | スローモーション                    | HARCO    | 1999年12月1日  | 12cmCD       | NATURAL-217(8717-P) |
| 3rd | 部屋でクイズ                        | HARCO    | 2000年7月26日  | 12cmCD       | V2CH-6004           |
| 4th | 1分の1の地図                        | HARCO    | 2000年10月15日 | 12cmCD       | V2CH-6005           |
| 5th | winter sports rainbow               | HARCO    | 2002年11月17日 | 12cmCD       | IOCD-11029          |
| 6th | 世界でいちばん頑張ってる君に        | HARCO    | 2005年11月16日 | 12cmCD       | MTCA-3010           |
| 7th | BE MY GIRL 〜君のデイリーニュース〜 | HARCO    | 2006年9月20日  | 12cmCD       | MTCA-3008           |
| 8th | セブンティ・ステイションズ          | 青木慶則 | 2021年4月19日  | 12cmCD・配信 | SYBL-0006           |
| 9th | ネクスト・チャプター                | 青木慶則 | 2021年5月26日  | 12cmCD・配信 | SYBL-0007           |

### コラボレーション・アルバム
| タイトル                 | リリース日     | アーティスト名            | 規格 | 規格品番   |
| ------------------------ | -------------- | ------------------------- | ---- | ---------- |
| TRANS ATLANTIC 8         | 2001年11月21日 | OCTOCUBE                  | CD   | BSCL-30002 |
| ワイルドピクニック       | 2006年11月11日 | 奥まゆみ×HARCO            | CD   | なし       |
| Harcopatch               | 2006年11月22日 | Harcopatch                | CD   | QACA-30001 |
| HARQUA                   | 2006年2月20日  | HARQUA                    | CD   | PSCR-6220  |
| MARICOVER                | 2008年7月16日  | erimba with HARCO         | CD   | PSCR-6202  |
| BLUE x 5 = Musabi Live ! | 2013年2月14日  | HARCO+カジヒデキ+河野丈洋 | CD   | HRLT-0004  |

### その他のアルバム
| タイトル                                                                          | 名義     | リリース日           | 規格                                                                | 規格品番                             |
| --------------------------------------------------------------------------------- | -------- | -------------------- | ------------------------------------------------------------------- | ------------------------------------ |
| space estate 732 (HARCO&METRO 第二回展覧会)                                       | HARCO    | 2002年3月9日         | CD                                                                  | COAR-0014                            |
| Portable Tunes -HARCO CM WORKS-                                                   | HARCO    | 2006年4月26日        | CD                                                                  | MTCA-3007                            |
| PICNICS -BEST OF HARCO- [1997-2006]                                               | HARCO    | 2007年1月31日        | CD+DVD                                                              | MTCA-9009（初回限定盤）              |
| PICNICS -BEST OF HARCO- [1997-2006]                                               | HARCO    | 2007年1月31日        | CD                                                                  | MTCA-3009（通常盤）                  |
| Live at SHIBUYA O-EAST "10th Anniversary Special -PICNICS-"                       | HARCO    | 2007年8月8日         | CD+DVD                                                              | HIMTC-1009                           |
| PIANO PIECES & SINGS                                                              | HARCO    | 2010年7月30日        | CD                                                                  | HRLT-0003                            |
| らくごえいが オリジナル・サウンドトラック                                         | HARCO    | 2013年4月6日         | CD                                                                  | HRLT-0005                            |
| 南三陸ミシン工房のうた                                                            | HARCO    | 2014年3月5日         | CD                                                                  | HRLT-0006                            |
| 南三陸ミシン工房のうた                                                            | HARCO    | 2016年3月7日（再発） | CD                                                                  | HRLT-0008                            |
| Portable Tunes 2 -for kids&family-                                                | HARCO    | 2015年6月4日         | CD                                                                  | UVCA-3026                            |
| ヨーロッパ企画 第34回公演「遊星ブンボーグの接近」オリジナル・サウンドトラック     | HARCO    | 2015年9月10日        | CD                                                                  | HRLT-0007                            |
| オリジナル・サウンドトラック “リトル京太の冒険”+2                                 | HARCO    | 2017年3月29日        | CD                                                                  | HRLT-0009                            |
| BOOKENDS -BEST OF HARCO 2- [2007-2017]                                            | HARCO    | 2018年4月25日        | CD+DVD+HARCO PRESS 03+本人の手書きによるナンバリング&イラスト入り栞 | UVCA-9000（Special Limited Edition） |
| BOOKENDS -BEST OF HARCO 2- [2007-2017]                                            | HARCO    | 2018年4月25日        | CD+DVD                                                              | UVCA-9001（初回限定盤A）             |
| BOOKENDS -BEST OF HARCO 2- [2007-2017]                                            | HARCO    | 2018年4月25日        | CD+HARCO PRESS 03                                                   | UVCA-9002（初回限定盤B）             |
| BOOKENDS -BEST OF HARCO 2- [2007-2017]                                            | HARCO    | 2018年4月25日        | CD                                                                  | UVCA-5006（通常盤）                  |
| ヨーロッパ企画 第39回公演「ギョエー！旧校舎の77不思議」オリジナルサウンドトラック | 青木慶則 | 2019年12月14日       | CD・配信                                                            | SYBL-0002                            |
| Residents at Star Pine's Cafe                                                     | 青木慶則 | 2021年7月14日        | CD・配信                                                            | SYBL-0008                            |

### 映像作品
|     | タイトル          | リリース日   | 規格 | 規格品番  |
| --- | ----------------- | ------------ | ---- | --------- |
| 1st | tobiuo piano Live | 2010年2月1日 | DVD  | HRLT-0002 |

## 展覧会
- HARCO
  - 「MOTアニュアル2002-フィクション？」@東京都現代美術館（2002年1月19日 - 3月24日 ）
- HARCO&METRO
  - グラデーション366 @原宿kalo kalo house 2000年6月14日 - 6月19日
  - Space estate 732 @原宿kalo kalo house 2001年6月6日 - 6月18日
  - 冬の円周率 @大阪南船場Contents Label CAFE 2001年10月13日 - 10月21日
  - 冬の円周率 2002 @原宿ROCKET 2002年2月15日 - 2月20日
  - Ethology @大阪南堀江 digmeout CAFE 2004年5月26日 - 6月6日
- 奥まゆみ×HARCO
  - 「ワイルドピクニック」@代官山GALLERY It’sほか 全国4カ所　画家・奥まゆみとの展覧会
- 吉田次朗+HARCO
  - 「音とかたち」@代官山GALLERY It’sほか 全国5カ所　陶芸家・吉田次朗との展覧会

## 書籍
- 「メール交換」―銀色夏生×HARCO―（角川文庫 2006年4月25日）

## 映画・演劇音楽
- 映画
  - 「京太の放課後」2012年公開　監督 大川五月
  - 「らくごえいが」2013公開　監督 遠藤幹大／松井一生／坂下雄一郎（東京藝術大学大学院 映像研究科 制作）
  - 「旅するボール」2013年公開　監督 大川五月
  - 「京太のおつかい」2014年公開　監督 大川五月
- 演劇
  - 「遊星ブンボーグの接近」（ヨーロッパ企画第34回公演）2015年上演　作・演出 上田誠
  - 「ギョエー！旧校舎の77不思議」（ヨーロッパ企画第39回公演）2019年上演　作・演出 上田誠
  - 「京都妖気保安協会」（ヨーロッパ企画）2020年生配信　作・演出 上田誠